# Esther de Lange

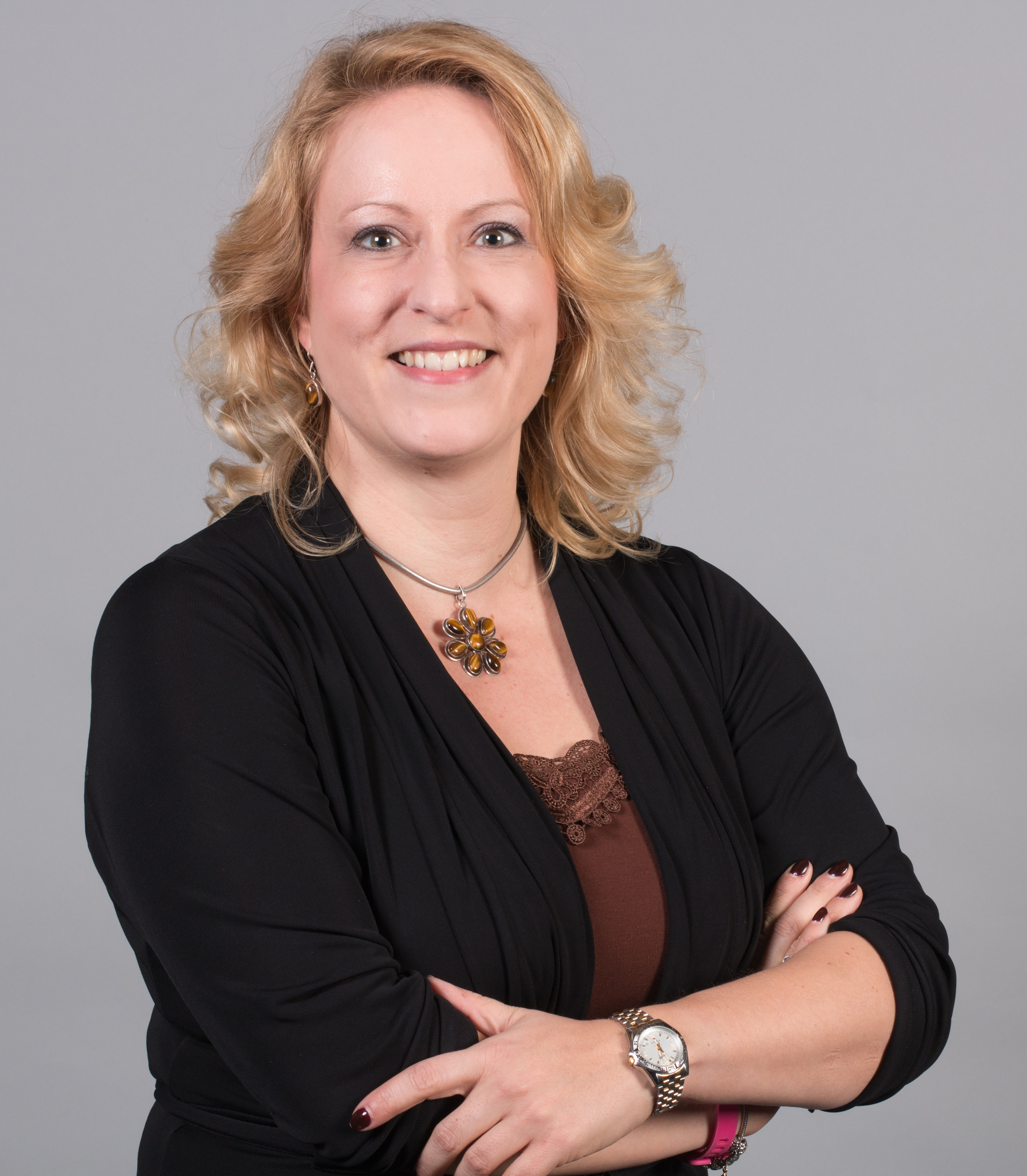
Esther de Lange

Esther de Lange (* 19. Februar 1975 in Spaubeek) ist eine niederländische Politikerin (CDA).

## Leben
Esther de Lange studierte in Den Haag, Paris und Brüssel und wurde 1999 Mitarbeiterin der CDA-Delegation im Europäischen Parlament. Im April 2007 rückte sie für Albert Jan Maat ins Parlament nach. Sie wurde bei den Europawahlen 2009, 2014 und 2019 wiedergewählt. Im Parlament war de Lange Mitglied des Ausschusses für Umweltfragen, Volksgesundheit und Lebensmittelsicherheit, des Ausschusses für Landwirtschaft und ländliche Entwicklung, des Ausschusses für Haushaltskontrolle und des nicht ständigen Ausschusses zu den politischen Herausforderungen nach 2013. Am 15. Februar 2024 legte sie ihr Mandat nieder. Für sie rückte Henk Jan Ormel ins Europaparlament nach. Seit Februar 2024 ist sie Kabinettschefin des EU-Kommissars für Klimaschutz. Sie lebt in Driebruggen.